# 讓-巴蒂斯特·賽伊
讓-巴蒂斯特·賽伊（法語：Jean-Baptiste Say，1767年1月5日—1832年11月15日），法國經濟學家和商人。他持古典自由主義立場，主張競爭、自由貿易及解除商貿限制。著名的賽伊法則即依他命名，賽伊在世時將它發揚光大，但並不是他所創立的法則。

## 生平

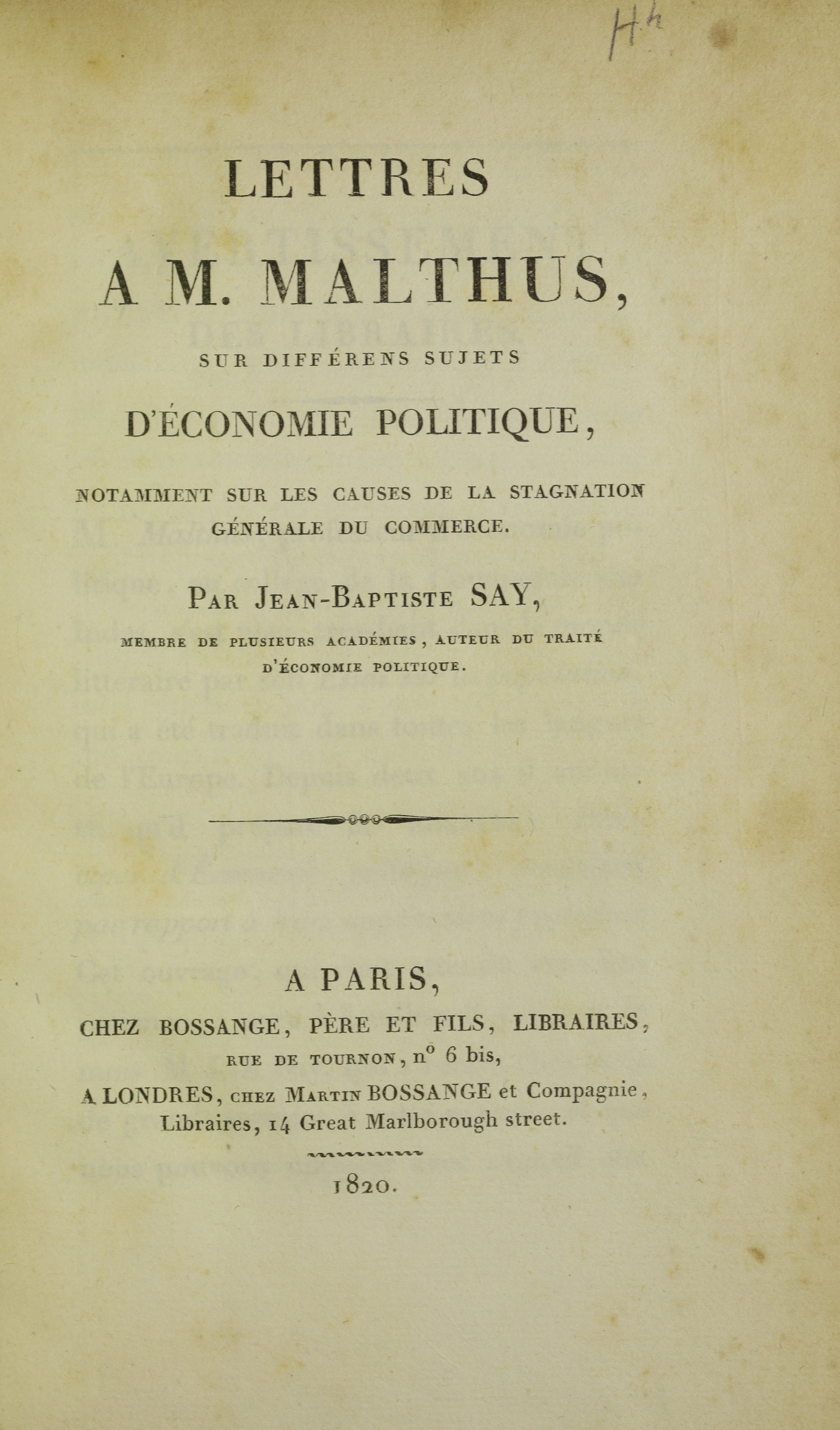
Lettres a M. Malthus, 1820

賽伊出生於里昂。他的家族信奉新教，早在父親讓-艾蒂安·艾蒂安·賽伊以前，因為《南特敕令》被廢止而舉家自尼姆遷至日內瓦。他原本意圖從商，於是和弟弟霍勒斯一起被送往英國，住在克羅伊登的一戶商人人家，從事職員工作。他後來前往倫敦為另一名雇主服務。賽伊隨後返回法國，在一家人壽保險公司上班。

## 延伸閱讀
- Hollander, Samuel, , London and New York: Routledge, 2005, ISBN 041532338X.
- Sowell, Thomas, , Princeton University Press, 1973, ISBN 0691041660.
- Whatmore, Richard, , Oxford University Press, 2001, ISBN 0199241155.
- 《中国大百科全书》第三版网络版中的条目： （简体中文）